# Броун Строуман
Адам Шер (роден на 6 септември 1983) е американски професионален кечист и щангист. Подписва договор с WWE под името му на ринга Броун Стоуман, където е член на групировката Семейство Уайът.

## Кариера на щангист
Шер получава своята Професионална карта от American Strongman Corporation (ASC), печелейки Аматьорския национален шампионат на NAS US на 5 ноември 2011. Печели Аматьорския световен шампионат по щанги на Арнолд за 2012 на 4 март 2012, което се провежда на Спортния фестивал Арнолд заедно с Арнолд Стронгмен Класик 2012. Тази победа дава на Шер покана за Арнолд Стронгмен Класик 2013 Участва в Северно-американския шампионат на SCL на 8 юли 2012, завършвайки пети. Той също участва в Гиганти на живо Полша на 21 юли 2012, завършвайки на 7 място.

## Професионална кеч кариера

### WWE

#### WWE Performance Center и трениране (2013 – 2015)
На 2 май 2013, е уведомено че Шер е подписал с професионална кеч компания WWE. По-късно е преместен в Представителния център на WWE в Орландо, Флорида, където той получава името „Броун Стоуман“. Прави професионалния си кеч дебют на живо събитие на NXT в Джаксънвил, Флорида на 19 декември 2014, побеждавайки Чад Гейбъл На 2 юни 2015, Стоуман се появява в тъмен мач на записването за Голямата атракция, където побеждава неспоменат кечист. Той също е бил сред „копунджиите“, придружавайки Адам Роуз заедно с Беки Линч и Саймън Гоч.

#### Семейство Уайът (от 2015 г.)
На 24 август 2015, в епизод на Първична сила, Шер, сега познат под името Броун Строуман, прави дебюта си в главния състав, атакувайки Дийн Амброуз и Роуман Рейнс, ставайки член на Семейство Уайът заедно с Брей Уайът и Люк Харпър. Строуман се бие в първия си телевизионен мач на 31 август в епизод на Първична сила, побеждавайки Амброуз чрез дисквалификация. Строуман се бие на първия си турнир на 20 септември на Нощта на шампионите, където той, Уайът и Харпър побеждават Рейнс, Амброуз и Крис Джерико в отборен мач между шестима, когато Строуман преспива Джерико право триъгълно задушаване. На МСС: Маси, стълби и столове, Уайът побеждават Дъдли Бойс (Бъба Рей Дъдли и Дивон Дъдли), Томи Дриймър и Райно в елиминационен отборен мач с маси Строуман се бие в Кралското меле за 2016 и отбелязва най-много елиминации в мач, общо 5, преди да бъде елиминиран от Брок Леснар. Строуман по-късно се връща в мача и елиминира Леснар заедно с другите членове на Семейство Уайът. Дейв Мелцер от Wrestling Observer пише за Строуман, че е „го правят да изглежда като чудовище“ в мача.

## В кеча
- Прякори
  - Черната овца (на Абигейл)
  - Новото лице на Разрухата
- Входни песни
  - „Live in Fear“ на Mark Crozer[15] (WWE; от 24 август 2015 г.; използвана докато е част от Семейство Уайът)

### Титли и постижения
Professional wrestling
- Pro Wrestling Illustrated
  - PWI 500 го Класира на No. 34 от топ 500 единични кечисти през 2017

Strength athletics
- Arnold Amateur Strongman Championships
  - Победител (2012)
- Central GA Strongest Man
  - Победител (2011)
- Europa Battle of Champions
  - Победител (2010)
- Monster of the Midland
  - Победител (2010)
- NAS US Amateur National Championships
  - Победител (2011)
- Summerfest Strongman
  - Победител (2011)
- West Cary Fall Festival of Power
  - Победител (2011)

World Wrestling Entertainment (WWE)
- Отборен шампион на Първична сила (2 пъти) с Николас и Сет Ролинс
- Интерконтинентален шампион (1 път)
- Универсален шампион (1 път)
- Договора в куфарчето (2018)